# Getir

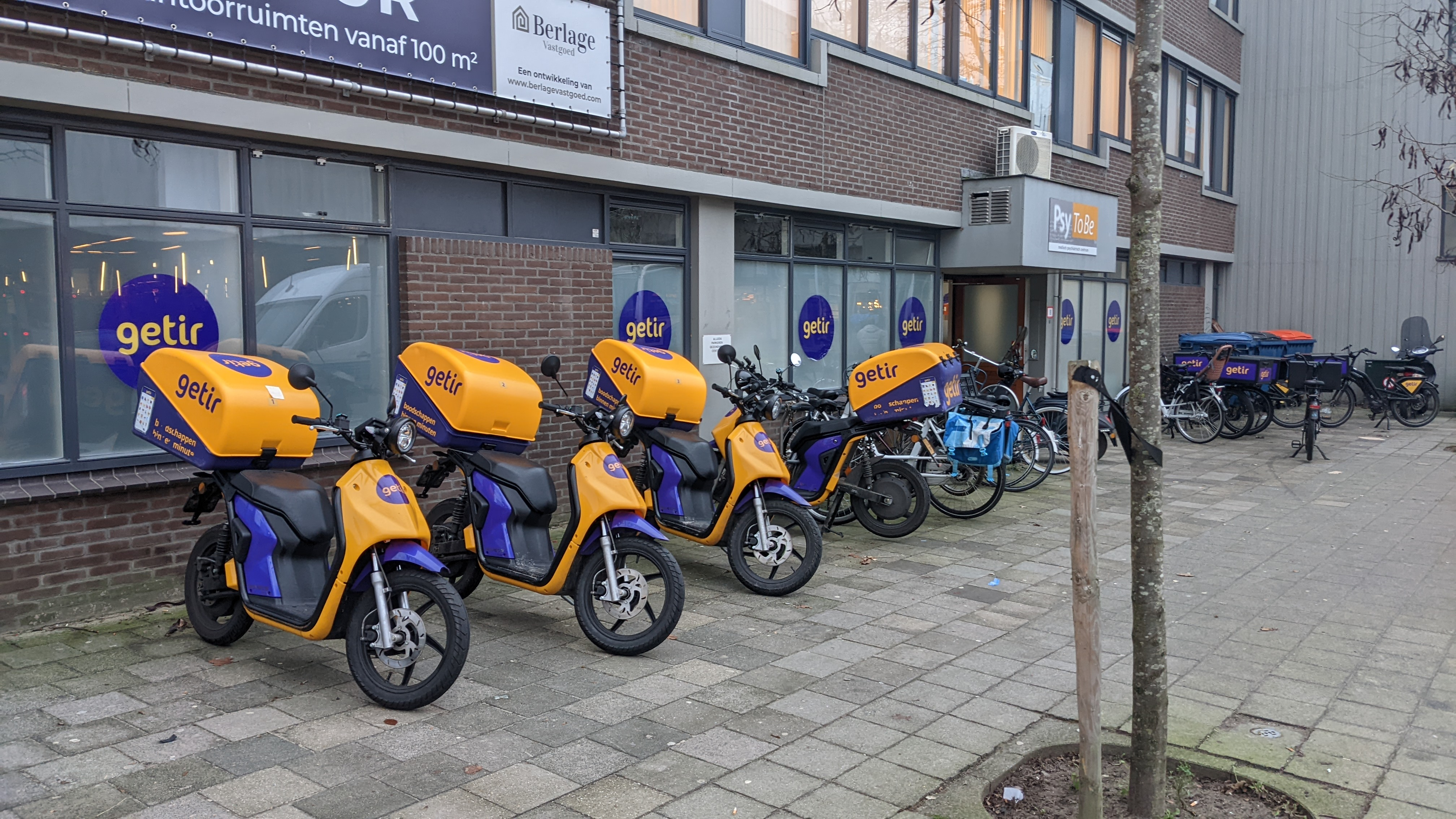
Verschiedene elektrische Fahrzeuge von Getir in Rotterdam (2021)

Getir [ɟeˈtiɾ] (türkisch: bring es) (Eigenschreibweise: getir) ist ein 2015 gegründetes türkisches Start-up-Unternehmen mit Hauptsitz in Istanbul. Über seine mobile App bietet es einen schnellen On-Demand-Lieferservice für Lebensmittel sowie einen Kurierdienst für Essenslieferungen von Restaurants. Die Bestellungen werden mit E-Bikes und E-Scootern ausgeliefert.

## Geschichte
Das Unternehmen wurde 2015 von einem Team um Nazım Salur gegründet, der auch die türkische Carsharing-App BiTaksi ins Leben gerufen hat. Getir ist seitdem aggressiv expandiert und hat seine Bestellungen in der zweiten Jahreshälfte 2019 auf fast 1,5 Millionen im Dezember des Jahres verdoppelt. Der Dienst ist in den meisten großen türkischen Städten verfügbar.
Das Unternehmen expandierte im Januar 2021 nach London. Später im selben Jahr expandierte es auch nach Amsterdam und Paris. Im Juni 2021 sammelte das Unternehmen bei einer Finanzierungsrunde 550 Millionen US-Dollar ein. Zu den Investoren zählte Tiger Global Management. Davor hatte bereits Sequoia Capital investiert und die Expansion nach Westeuropa mitfinanziert.
Im Juli 2021 expandierte das Unternehmen nach Hamburg und Berlin. Das Unternehmen verspricht dabei Lieferungen in bis zu 10 Minuten. Durch die Übernahme der spanischen Sofortmarkt-App BLOK erfolgte 2021 auch der Markteintritt in Südeuropa.
Mit einer Bewertung von 7,5 Milliarden US-Dollar im Juni 2021 war Getir zeitweise das wertvollste Einhorn der Türkei.
Im Dezember 2022 übernahm das Unternehmen den konkurrierenden Lieferdienst Gorillas.
Im Juli 2023 wurde aufgrund hoher Verluste der Rückzug aus einigen europäischen Ländern angekündigt. Im August 2023 gab Getir bekannt, international 2.500 Stellen zu streichen und sich in Deutschland aus mehreren Städten zurückzuziehen. Von aktuell 23 deutschen Städten sei der Lieferdienst in Zukunft lediglich nur noch in sechs aktiv. Mitte Mai 2024 wurde der Betrieb in Deutschland vollständig eingestellt.